# Karmarsch-Denkmünze
Die Karmarsch-Denkmünze wurde 1925 von der Hochschulgemeinschaft Hannover (heute Leibniz Universitätsgesellschaft Hannover e.V.) gestiftet.  Benannt ist sie nach Karl Karmarsch, dem langjährigen Direktor der Höheren Gewerbeschule bzw. Polytechnischen Schule in Hannover, der heutigen Gottfried Wilhelm Leibniz Universität Hannover. Mit ihr werden Persönlichkeiten ausgezeichnet, die Verdienste um die Förderung von Technik und Wirtschaft in  wissenschaftlicher Forschung oder in der Förderung der wirtschaftlichen Entwicklung erworben haben.
Die Denkmünze wird im zweijährigen Wechsel mit dem Wissenschaftspreis verliehen.
Die Medaille wurde von dem Medailleur Carl Ebbinghaus geschaffen. Nachdem sie infolge von Kriegseinwirkungen verloren gegangen war, wurde sie 1952 durch den Medailleur Paul Egon Schiffers neu modelliert. Sie hat einen Durchmesser von ca. 8 cm und trägt auf der Vorderseite das Bild von Karl Karmarsch, auf der Rückseite die Worte: Für hervorragende Verdienste um Technik und Wirtschaft – Freundeskreis der Universität Hannover e. V.
Im Jahr 2007 überarbeitete der hannoversche Künstler Siegfried Neuenhausen die Karmarsch-Denkmünze.

## Preisträger
- 1925 Oskar von Miller
- 1926 Ernst Müller
- 1927 Victor Nawatzki
- 1928 Ludwig Wendemuth
- 1929 Wilhelm Kohlrausch
- 1930 Franz Frese
- 1932 Oskar Wolff
- 1933 Theo Seifer
- 1934 Hugo Eckener
- 1936 Max Bodenstein
- 1938 Julius Dorpmüller
- 1941 Fritz Todt
- 1950 Hans Herloff Inhoffen und Paul Koessler
- 1951 Alfred Petersen
- 1952 Hermann Apelt
- 1953 Otto Flachsbart
- 1954 Hermann von Siemens
- 1955 Rudolf Blohm
- 1956 Martin Westermann und Horst von Sanden
- 1957 Heinrich Kost
- 1958 Edmund Frohne
- 1959 Richard Vieweg
- 1960 Fritz Schupp
- 1962 Otto Most
- 1963 Hans Tietz
- 1964 Otto Reuleaux
- 1965 Otto Karl Krauskopf
- 1969 Heinz Goeschel
- 1971 Egon Martyrer
- 1973 Friedrich Laemmerhold
- 1975 Rudolf Hillebrecht
- 1977 Karl Küpfmüller
- 1979 Walter Bruch und Otto Grim
- 1981 Fritz Sennheiser
- 1983 Bernhard Plettner
- 1985 Ernst Fiala
- 1987 Eduard Pestel
- 1989 Klaus Liesen
- 1991 Hans-Olaf Henkel
- 1993 Tyll Necker
- 1995 Hinrich Seidel
- 1999 Michael Höft und Rolf Wessel
- 2001 Ferdinand Piëch
- 2003 Hermann Scholl
- 2005 Wulf Bernotat (Verleihung 2006)
- 2007 Maria-Elisabeth Schaeffler
- 2009 Jörg Sennheiser
- 2011 Jürgen Großmann
- 2013 Aloys Wobben (Verleihung 2014)
- 2015 Elmar Degenhart
- 2017 Joachim Kreuzburg
- 2019 Dietmar Harting
- 2021 Dirk Roßmann[3]